# Суськ (Луцький район)
Суськ — село в Україні, у Луцькому районі Волинської області. Входить до складу Ківерцівської міської громади. Населення становить 517 осіб.

## Географія
Село розташоване на правому березі річки Конопельки.

## Історія
У 1906 році село Тростянецької волості Луцького повіту Волинської губернії. Відстань від повітового міста 25 верст, від волості 10. Дворів 101, мешканців 495.
До 8 серпня 2018 року село було центром Суської сільської ради.
19 липня 2020 року, в результаті адміністративно-територіальної реформи та ліквідації Ківерцівського району, село увійшло до складу Луцького району.

## Населення
Згідно з переписом УРСР 1989 року чисельність наявного населення села становила 570 осіб, з яких 258 чоловіків та 312 жінок.
За переписом населення України 2001 року в селі мешкало 516 осіб.

### Мова
Розподіл населення за рідною мовою за даними перепису 2001 року:
| Мова       | Відсоток |
| ---------- | -------- |
| українська | 99,42 %  |
| російська  | 0,39 %   |
| молдовська | 0,19 %   |

## Відомі люди
- Карпюк Андрій Миколайович (1990—2015) — солдат Збройних сил України, учасник російсько-української війни.
- Степанов Дмитро Михайлович (1987—2015) — солдат Збройних сил України, учасники російсько-української війни.